# Итальянцы в Далмации
Итальянцы (итал. Dalmati italiani, хорв. Dalmatinski Talijani) долгое время были заметной национальной группой в составе этнографической мозаики адриатической Далмации, как на островах, так и на самом континенте. Их влияние внесло значительный историко-культурный вклад в развитие региона с начала XI века до середины ХХ. Следует особо подчеркнуть тот факт, что далматинские итальянцы в большинстве своём были потомками средневековых переселенцев из Венеции, поселившихся в венецианской Далмации. Но включение последней в состав объединённой Италии вовлекло далматинских итальянцев в опасную игру ирридентизма, в которой они, как и сама Италия, в конечном счёте потерпели поражение. Постепенный упадок общины начался после захвата Венеции Австрийской империей. Последними оплотами далматинских итальянцев были Истрия (до 1954) и Задар, в особенности так называемая провинция Задар (1920—1947 гг). 
Во время и после Второй мировой войны произошёл исход итальянцев из Истрии и Далмации. После исхода в Далмации (современная Хорватия) осталось несколько сотен итальянцев, и ещё несколько тысяч — в Истрии (современная Словения).

#### Динамика итальянского населения Далмации
| Итальянцы   | 1800, оценка | 1809, перепись | 1816, оценка | 1865, перепись | 1869 г., перепись | 1880 г., перепись | 1890 г., перепись | 1900 г., перепись | 1910 г., перепись |
| Численность | —            | —              | 60 000       | 55 020         | 44 880            | 27 305            | 16 000            | 15 279            | 18 028            |
| %           | 33,0         | 29,0           | 20,0         | 12,5           | 10,8              | 5,8               | 3,1               | 2,6               | 2,84              |